# Henry Boyle (1er comte de Shannon)
Henry Boyle (1682 - 28 décembre 1764) est un homme politique irlandais de premier plan.

## Biographie
Il est né à Castlemartyr, deuxième fils du lieutenant-colonel Henry Boyle (1648-1693), deuxième fils de Roger Boyle, premier comte d'Orrery et de Lady Margaret Howard. Sa mère est Lady Mary O'Brien, fille de Murrough O'Brien (1er comte d'Inchiquin) et Elizabeth St. Leger. Son père est décédé pendant la campagne de Flandre de 1693. À la mort de son frère aîné Roger, en 1705, il hérite des domaines familiaux de Castlemartyr, qu'il juge gravement négligés. Henry fait beaucoup pour améliorer le domaine et le village de Castlemartyr. Il gère également les domaines du comté de Cork du père de sa deuxième épouse, Lord Burlington, et s'est révélé un excellent gestionnaire des propriétés familiales.
En 1707, il est élu à la Chambre des communes irlandaise pour Midleton, poste qu'il occupe jusqu'en 1713, puis siège pour Kilmallock de 1713 à 1715. Entre 1715 et 1756, il représente le comté de Cork. Il acquiert rapidement un rôle de premier plan au Parlement et Robert Walpole l'aurait surnommé "le roi de la Chambre des communes irlandaise". En 1733, Boyle est nommé chancelier de l'échiquier irlandais. Plus tard cette année-là, il est également nommé président de la Chambre des communes irlandaise. Sa carrière est marquée par une longue lutte pour le pouvoir avec George Stone (en), archevêque d'Armagh, qui ne s'est terminée que par leur décès la même semaine. Il organise des mesures visant à atténuer la terrible Famine irlandaise de 1740-1741 qui a longtemps été reconnue comme "l'année du massacre".
Il occupe les postes de président et de chancelier jusqu'en 1753, date à laquelle il est limogé par le vice-roi Lionel Cranfield Sackville pour avoir refusé de verser un excédent fiscal irlandais au gouvernement de Londres. Cela conduit au « différend relatif à la facture monétaire » de 1753 à 1756 et on a fini par considérer Boyle comme un patriote irlandais précoce. Réinstallé en 1755 par William Cavendish (4e duc de Devonshire), le vice-roi suivant, il est élevé à la pairie d'Irlande sous les titres de baron Castle Martyr, vicomte Boyle de Bandon et comte de Shannon en 1756. Il agit également à plusieurs reprises en tant que Lord Justice d'Irlande.

## Famille
Lord Shannon épouse Catherine Coote, fille du colonel Chidley Coote de Kilmallock et de Catherine Sandys, en 1715. Ils n'ont aucun enfant. Après sa mort en 1725, il épouse en 1726 Lady Henrietta Boyle, la plus jeune fille de Charles Boyle (2e comte de Burlington) et Juliana Noel.
Lord Shannon meurt en décembre 1764, à l'âge de 82 ans. Son fils, son deuxième mariage, Richard Boyle (2e comte de Shannon), lui succède.